# Ermita de Sant Roc d'Almenara
L'ermita de Sant Roque, a Almenara, comarca de la Plana Baixa, és un lloc de culte catòlic, situat al carrer Sant Roc número 20, catalogat com Bé immoble de rellevància local, segons la Disposició Addicional Cinquena de la Llei 5/2007, de 9 de febrer, de la Generalitat, de modificació de la Llei 4/1998, d'11 de juny, del Patrimoni Cultural Valencià (DOCV Núm. 5.449 / 13/02/2007); presentant com a codi d'identificació 12.06.011-005.
L'ermita és del segle xviii i presenta un aspecte extern molt senzill amb façana en xamfrà, que presenta una única porta d'accés, de llinda i rematada en frontó semicircular. Com a rematada a la façana s'alça un petit capcer que fa d'espadanya on se situa una sola campana. L'ermita està dedicada a Sant Roc, patró del poble.